# Pôle métropolitain européen du Sillon lorrain
Ne doit pas être confondu avec Sillon mosellan.
Le Pôle métropolitain européen du Sillon Lorrain est porté par les quatre intercommunalités de Thionville, Metz, Nancy et Épinal. Il est le fruit d'une collaboration de plus de 15 ans entre ces territoires. À l'origine, un réseau de ville constitué en 1999, qui s'est structuré en association entre les quatre villes et intercommunalités en 2005. 
La loi du 16 décembre 2010 relative à la réforme des collectivités territoriales a permis la création de ce qui deviendra le premier « Pôle métropolitain européen » créé en France.

## Une histoire commune
Le travail engagé en commun permet de proposer des fonctions et des services rares, aux habitants du Sillon, qu'une seule intercommunalité ne pourrait pas produire individuellement.

## Quatre enjeux forts pour le Sillon Lorrain
- défendre les intérêts et renforcer l'identité métropolitains
- proposer une ingénierie territoriale portant sur des projets nationaux (labellisation French Tech)
- mettre en œuvre une ingénierie de projets (bibliothèque numérique de référence)
- développer une ingénierie de ressources, et notamment en matière de financements européens

## Le Pôle métropolitain, quelle structure administrative?
Selon les lois du 16 décembre 2010 et du 27 janvier 2014, son rôle est de mener "des actions d'intérêt métropolitain en matière de développement économique, de promotion de l'innovation, de la recherche, de l'enseignement supérieur et de la culture, d'aménagement de l'espace (...) et de développement des infrastructures et des services de transports".
Selon les termes de la loi, il doit regrouper des Établissements Publics de Coopération Intercommunale à fiscalité propre (communautés de communes, communautés d'agglomération, communautés urbaines ou métropoles) formant un ensemble de plus de 300 000 habitants. Il est renommé « pôle métropolitain européen du Sillon lorrain » en 2013.

## Missions
L'axe Nord-Sud de la région Lorraine structure depuis des siècles le développement économique de ce territoire. Tournée vers l'Europe, la Lorraine et le Sillon Lorrain cherchent à développer autour des thématiques suivantes :
- infrastructures, le sillon Lorrain est un axe géographique naturel Nord-Sud de l'Europe (A31, autoroute ferroviaire, canal à grand gabarit...) ;
- tourisme ;
- pôle santé, fort de deux grands établissements, le CHRU de Nancy & le CHR de Metz-Thionville ;
- le réseau haut débit ;
- l'université de Lorraine, forte de 71 000 étudiants ;
- l'attractivité économique ;
- culture (bibliothèque numérique de référence : limédia.fr ) ;
- transfrontalier, la Lorraine jouxte l'Allemagne, la Belgique et le Luxembourg et à moins de 100 km de la Suisse.

## Adhérents
| - Métropole du Grand Nancy - Metz-Métropole - Communauté d'agglomération Portes de France-Thionville - Communauté d'agglomération Épinal |
| Territoires associés au Sillon Lorrain - Communauté d'agglomération de Saint-Dié-des-Vosges - Communauté d'agglomération du Val de Fensch - Communauté de communes du Pays Haut Val d'Alzette - Communauté de communes de Freyming-Merlebach - Communauté de communes du Pays Orne-Moselle - Communauté de communes Rives de Moselle - Communauté de communes Orne Lorraine Confluences - Communauté de communes Mad et Moselle - Communauté de communes du Bassin de Pompey - Communauté de communes Terres Touloises - Communauté de communes du Territoire de Lunéville à Baccarat - Communauté de communes de l'Ouest Vosgien |